# 久留米市鳥類センター
久留米市鳥類センター（くるめしちょうるいセンター）は、福岡県久留米市東櫛原町の中央公園にある鳥類園（動物園）。旧称は久留米市動物園。

## 概要
鳥類を多種展示する日本国内でも数少ない鳥類園（動物園）であり、遊園地とプールを併設する。公益財団法人久留米市都市公園管理センターが運営する。
久留米市市街地の北東端部に位置し、約30,000m2の敷地面積を持つ。久留米市鳥類センター（以下、園）は「鳥の動物園」を目指し、飼育動物はクジャク、キジ、水鳥などの鳥類を多種展示する。1963年頃から「千羽孔雀」で有名となり、久留米市は｢世界一クジャクの多い町」を謳った。2012年末にもインドクジャクの飼育数はおよそ90羽に及び、園の中心的存在となる。動物はツル数種、ダチョウ、フラミンゴなどの鳥類75種381羽（2012年末）、ボリビアリスザル、マーラ、トカラヤギ、ケヅメリクガメなど哺乳類・爬虫類8種119頭（2012年末）を展示する。また、遊園地と流水プールを併設し、複合型施設となっている。

## 施設

### 動物園

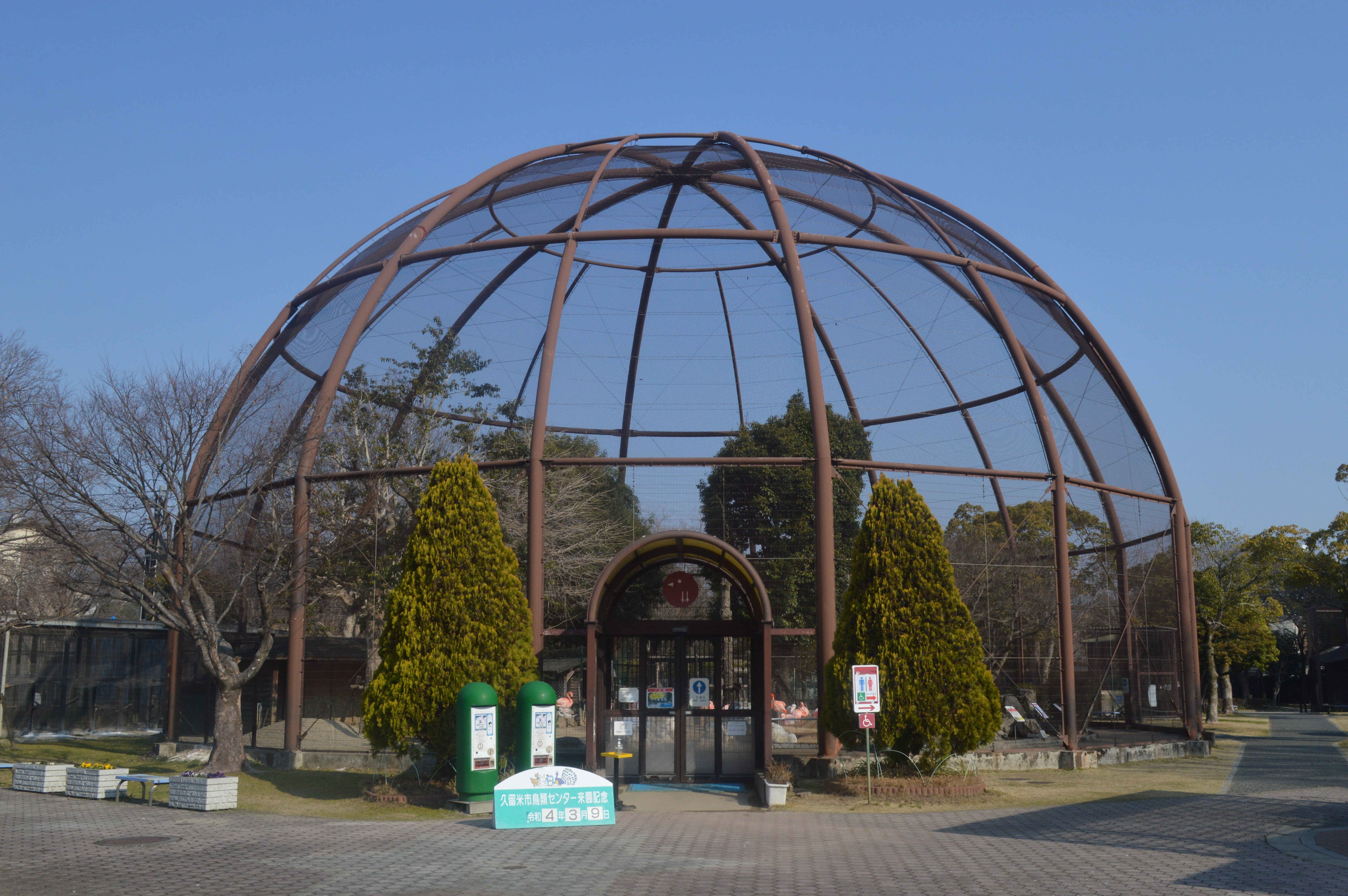
水禽舎（中央ドーム）

「鳥の動物園」は、敷地面積17,220m2で、鳥獣舎23棟で構成される。
“鳥類センター”はその名の通り「鳥の動物園」であり、飼育動物の9割以上75種（2012年末）が鳥類で構成される。インコ等の小鳥から、ダチョウ等の大型の鳥まで、その種類は様々であり、そしてインドクジャクの飼育頭数が90羽あまり（2012年末）となっている。
これは、事業者・久留米市が「日本一クジャクの多い町」を目指した名残で、クジャクは園の中心的存在となっており、「クジャクの回廊」や「クジャク舎」がある。クジャクの回廊は頭上にクジャクを見ることができ、クジャク舎はおよそ50羽が飼育され、求愛シーズンになるとクジャクが一斉に羽を広げる。なお、飾り羽を広げるのは4月から5月の朝夕の時間に見られることが多い。
また、園内に水鳥を身近に観察できるよう観客の立入可能な「バードケージ」（水禽舎、中央ドーム、バードドーム）を1995年から備える。ケージの高さは15.5m、直径は25mである。
ケージ内は鳥たちの住みやすい環境が自然に近い形で再現（生態展示）され、およそ15種の展示が行われる。ほかに17連舎のキジ舎、走鳥舎、ツル舎、日本鶏舎、トキ舎、タンチョウ舎、猛禽舎などがあり、はく製（標本）をおいてある資料室もある。
園の入り口を入ると、ボリビアリスザルを展示するリスザル舎が建つように、園は鳥だけでなく、哺乳類7種117頭・爬虫類は陸カメ1種2頭（2012年末）が飼育され、また小さい子供に喜んでもらえるよう、ウサギ・モルモット等の小動物も飼育され、ふれあい動物園も行われる。朝日新聞の報道では、園の動物は癒されるものが多いが、鳥類センターはそれだけではなく、「世界一危険な鳥」といわれるヒクイドリが、鋭い爪を持ち、ヘルメットをかぶった人や走る人を猛スピードで追いかけて蹴ろうとすると、飼育員が述べている。
前身の久留米市動物園は、戦後の荒廃した社会情勢のなか、子どもたちの心を癒す動物園づくりを目指し開園したもので、2012年現在もその思想を受け継ぎ、「見せる」だけの動物園から「ふれあい」のできる動物園として、ふれあいコーナーの設置、ふれあい教室、リクガメの園内散歩（2005年から）、フラミンゴやリスザルへの餌やり、ランチタイム、ガイドツアーなどを行っている。
また、命の大切さ、尊さを学ぶ動物愛護思想の啓発普及事業として、学校現場等においては動物愛護を学べる事業（移動動物園、ゲストティーチャー、職場体験受入など）や市民との協働による生涯学習（バードボランティア・サポーター）をも行っている。
そして、動物の新陳代謝、繁殖活動、鳥インフルエンザ対策などの調査研究を行い、動物導入計画の策定、傷病野生鳥獣の保護、研究会参加、他動物園との連携等により種の保存に努めている。また繁殖にも力を入れ、中国からのタンチョウヅルを譲り受け、繁殖させている。

### 遊園地

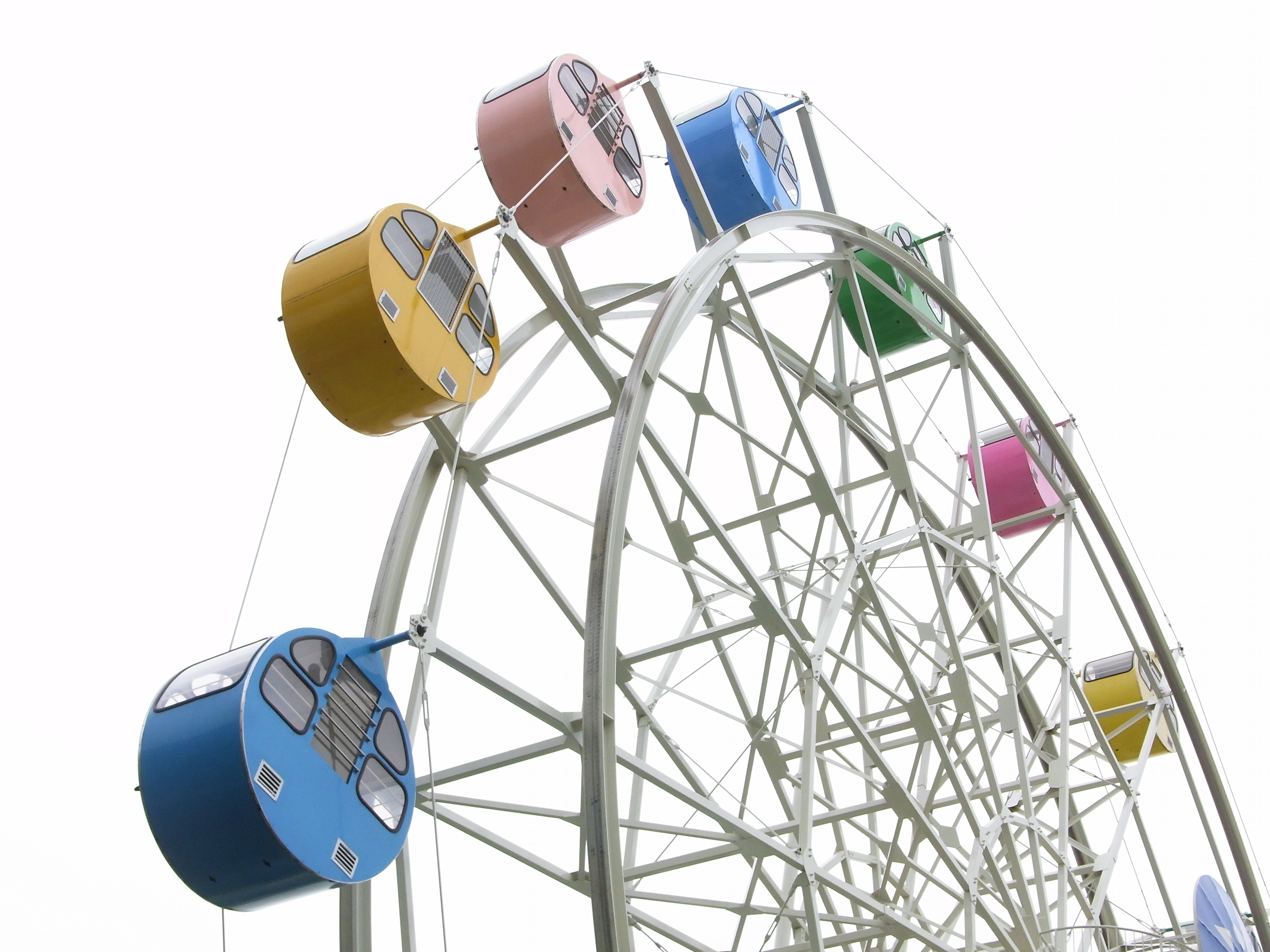
観覧車

子供向けの小さい遊園地（プレイランド）が併設される。
遊具は、観覧車、アストロファイター、メリーゴーランド、スカイサイクル、サーカス列車、メロディペット、バッテリーカー、トランポリンなどが2012年現在、紹介されている。
1977年に、文化センターから園へ遊具施設が移設され、大型遊具を中心に小型遊具も配置し、同年8月1日から運営が始まった。当初は、大型遊具に、「チェンタワー」、「トラバンド」、「クレージーカー」があり、小型遊具に、「アドベンチャー」、「ジャンピー」、「バッテリーカー」があった。
1989年3月1日から大型遊具の「フライングケージ」の建設工事が始まり、同年5月3日に小型遊具の「フワフワ」、「ボールプール」が導入され、同年8月1日に「観覧車」（高さ30m、長さ25m、周回5分程度、4人乗りゴンドラ16基）と「メリーゴーランド」が竣工式を迎えている。同時に、スカイパーク社に運営が委託された。観覧車はスカイパークが製造したものである。
1990年1月に、大型遊具のトラバンド、チェンタワーの解体工事が行われ、同年3月16日に、大型遊具の「飛行塔」と「宇宙船」が完成した。
2000年にはスカイパークに「新幹線」が設置され、「アポロ 2000」が「ドラゴン」に変更されている。
観覧車について、鳥類センターなどは「園を見つける際の目印にもなる、カラフルな観覧車」と紹介する。『観覧車物語』を著した福井優子によれば、「プレイランドの中心となっているのが観覧車」と記されている。また、市民プールを真下に見られて、遠くに久留米市内を見渡すことができるとも紹介した。

### プール
夏季に運営する流水プールは久留米市が久留米市鳥類センターに委託し、1976年8月1日から運営がはじまった。1978年7月9日、福岡市及び周辺の異常渇水によるプール閉鎖によって、10,175人と、一日最高のプール入場者数を記録している。
園のプールは、流水プールと幼児プールとで構成される。昔のスライダーは老朽化のため2001年に使用を中止して2003年に解体され、そして2007年のリニューアルにより、らせん状で、高低差9.75m、長さ103mのチューブスライダーと83mのボディースライダーの2本のウォータースライダーが作られた。2002年に、雇用能力開発機構の行政改革により、市民流水プールの運営委託を解除され、久留米市に売却された。
施設面積は約8,000平方メートルあり、流水プールの周長は136.8メートル、幅5メートル、水深1メートルで、流水は秒速約0.7メートルとなっている。2000年には流水プールを利用してカヌー教室も開催されている。また、2012年現在、プール入場者は、鳥類センターへ無料で入場できるようになっている。

## 歴史

### 年表
- 1954年（昭和29年）1月1日 - 久留米市動物園を三本松公園に開設[4]。
- 1964年（昭和39年）4月1日 - 財団法人久留米市鳥類センターが設立され、久留米市動物園が久留米市鳥類センターに改称[4]。
- 1970年（昭和45年）1月1日 - 現在地の中央公園内に移転する[4]。

### 創設期
1952年に戦後の荒廃した世の中で子供たちのために動物園計画が持ち上がり、子どもたちの心を癒す動物園づくりと市民の奉仕活動とが行われた。市内外からの動物の募集（寄付）が始まり、1954年1月1日に久留米市役所近くの三本松公園に、市民手作りの、市営で無料の久留米市動物園が、25種77点、約1,000m2の規模で開園する。開園当初の正月三が日（さんがにち）で、7万5000人を超える入園者があった。1954年2月には園の「動物友の会」が結成されている。三本松動物園（久留米市動物園）は当初はクマも展示する動物園である。
1954年12月に上野動物園と、ひとつがいのインドクジャクをムササビ4頭と交換したのをはじまりに、インドクジャクの繁殖作戦を展開し、1962年8月までにクジャクが200羽となり、また同年10月、野中町の正源寺に孵化場を新設（～1969年7月）し、1963年8月20日に600羽のクジャクを繁殖させることに成功した。8年目に一千羽に到達し、｢千羽孔雀｣となったことで、「日本一の孔雀園」と日本全国的に有名となっている。

### 移転・拡大期
1964年4月1日に久留米市の外郭団体である財団法人久留米市鳥類センターに経営が移管され、「久留米市鳥類センター」となる。その後の1967年2月に、東櫛原町の中央公園に移転が決定し、1969年1月から着工する（1974年7月に工事完成）。1969年10月には「三本松動物園」は閉鎖されて、動物園は1970年1月に中央公園に移転する。
1974年5月28日、園は福岡県甘木農林事務所より「久留米傷病野生鳥獣医療所」を受託し、傷ついた動物の受け入れを開始する。また、1976年に園内にスライダーを備えた流水プールが開業し、翌1977年には遊園地も開業する。

### リニューアル期
1985年頃から、施設や動物舎の改築・増築・新築を行っている。また1986年にアライグマの公開が行われる。1989年にはアジア太平洋博覧会協会のバードカントリーにウミウを出展している。この時期、入場者は増え続け、1991年にピークの154,068人を迎えている。
1990-1991年に園内工事が行われた。園内広場が舗装され、古い放鳥舎は撤去されて、新しい放鳥舎が新設された。1992-1994年には、3年に渡って園内の環境整備を行い、「見やすく、学びやすく、遊びやすく」をテーマにした鳥類センターにリニューアルされた。この時期、ヒクイドリ、エミュー舎やリスザル舎、17連舎ができている。1995年3月、ドーム型バードケージ（中央ドーム）が完成し、園のシンボルとなっている。
1997年11月には入園者通算350万人の記念式典が開かれる。1998年2月に園内にヒラドツツジが100本、ヒイラギが55本、それぞれ植樹された。1999年9月にケープペンギン舎が完成し、ベニコンゴウインコ舎も改修されている。

### 展示拡大期
1997年にモモイロペリカン、アカガオヤブトリ、ニシムラサキエボシドリ、ムジエボシドリ、1998年にセキショクヤケイ、アメリカオシ、コクチョウ、ミニブタ、キジ類、ショウコク、トウテンコウ、ベニコンゴウインコ、カラカラ、シチメンチョウ、1999年にニホンキジ、ケープペンギン、ボリビアリスザル、コサンケイ、カピバラ、ジトッコ、2000年にコブハクチョウ、ムラサキテリムクドリ、2001年、ロップイヤード、アオバネワライカワセミ、2002年にマクジャクなどの動物種が増えている。

### 組織改編
2006年3月31日に財団法人久留米市鳥類センターが解散し、同年4月1日に財団法人久留米市都市公園管理センターと統合を行って、経営が移管された。この際に園の名称は「財団法人久留米市都市公園管理センター 久留米市鳥類センター」となった。2008年4月1日に、財団法人城島地区筑後川水辺環境整備センターと統合し、のち2011年9月1日に、財団法人久留米市都市公園管理センターは、公益財団法人となった。

### 寄贈と譲渡

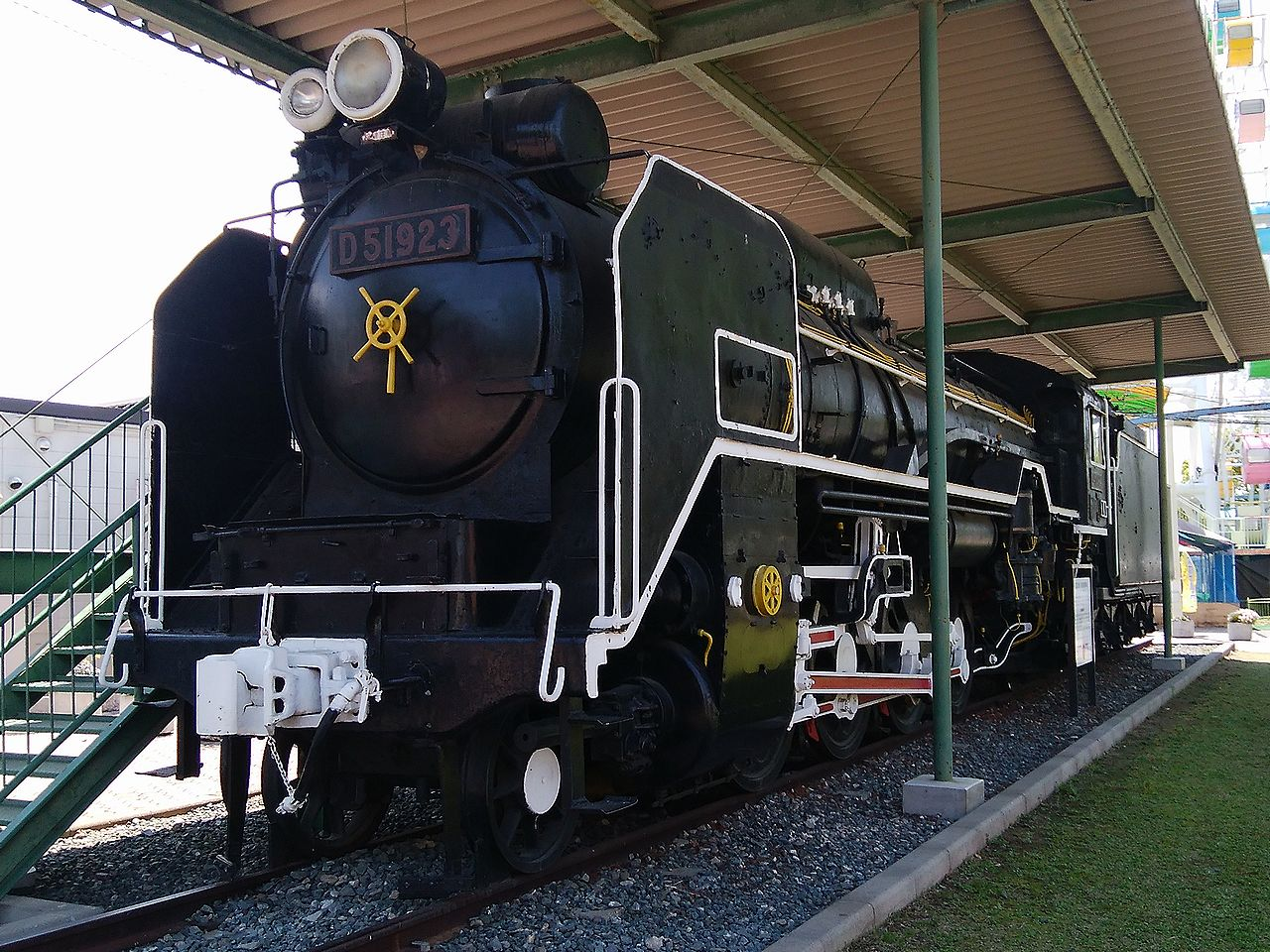
蒸気機関車D51923

園は他の動物園や市民からの動物の寄贈のほか、1958年に孔雀園建設のために寄附を受けたり、豊田勝秋（工芸家、佐賀大学教授）より「噴水」、国鉄より蒸気機関車、菊竹清訓（建築家）より「小鳥の水呑場」、生野省三（商業デザイナー）より「旗」の寄贈を受けている。
園内入口脇には九州で走行していたD51形蒸気機関車(D51923)が展示されるが、これは1974年3月19日に国鉄から譲渡されたものである。毎年、旧国鉄OBらが清掃、塗直しをしているという。
園には多数のインドクジャクが飼育され、これは譲渡にも用いられ、1964年7月に高良山の白雲台遊園地に31羽を放鳥したり、1970年10月に台湾の日月潭へ90羽を贈っている。1983年11月には中国の合肥市へ5つがい贈り、同年12月にタンチョウヅルを譲り受けている。
2010年3月23日、旭山動物園とともに、ホンドダヌキひとつがい「ポン」と「ポコ」（2009年5月産）をシンガポール動物園に贈ったところ、タヌキに冷暖房完備の専用舎が用意され、歓迎式典まで開かれる「パンダ並み」の歓迎を受け、珍しがられた。

### サポーター
園や友の会では、ボランティアのことを「バードボランティア」「バードサポーター」と称している。2007年11月に設置され、共に行うことは、他の動物園と変わらず、バードボランティアは飼育作業の補助や植栽作業、動物の解説などの活動を通して園の事業を支援することであり、バードサポーターは園内施設拡充のための寄付のことである。

## 展示動物

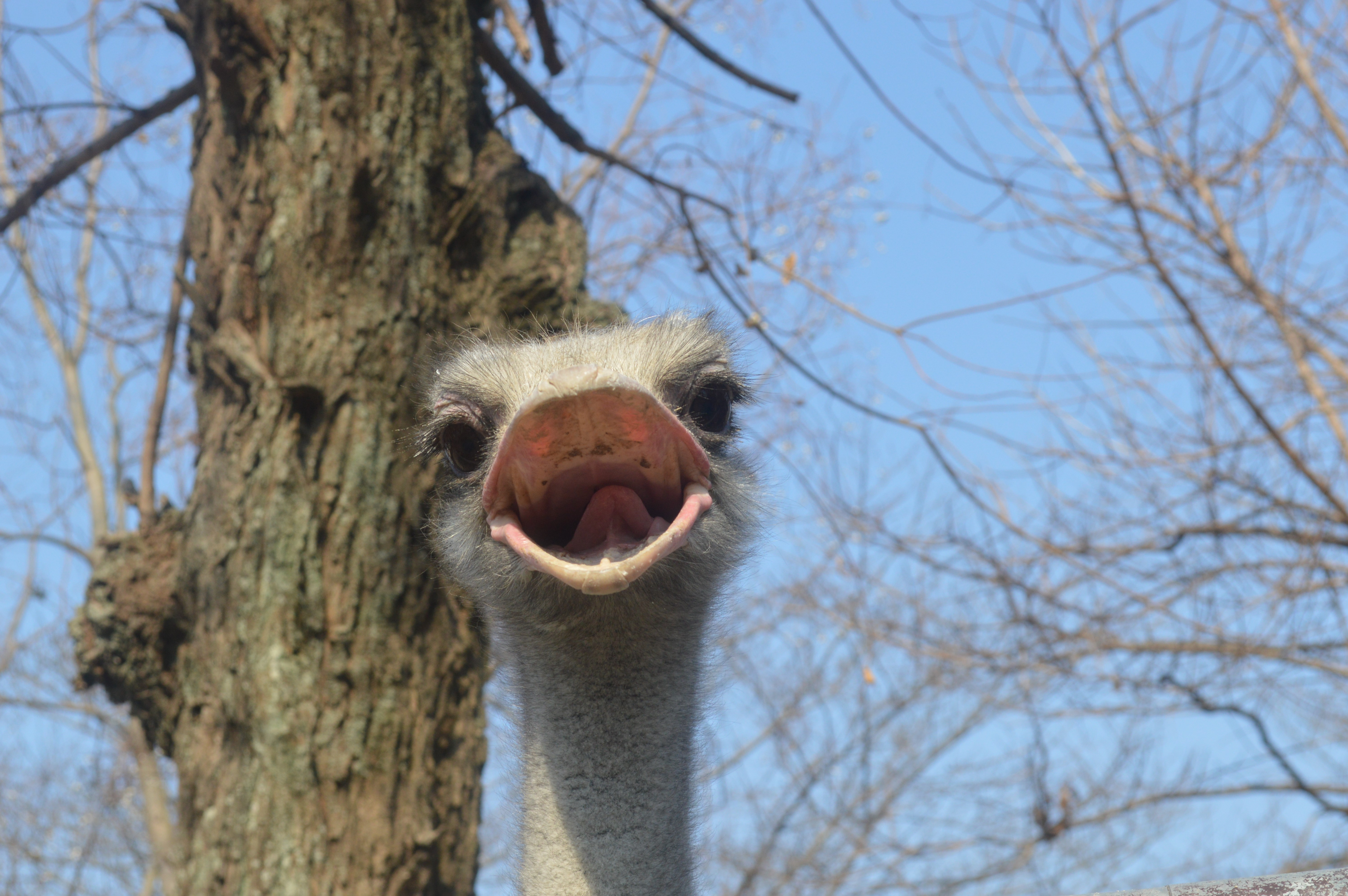
ダチョウ

久留米市鳥類センターの資料による。

### キジの仲間
インドクジャク、
シロクジャク、
マクジャク、
ハイイロコクジャク、
ベニジュケイ、
ヤマドリ、
オジロコシアカキジ、
セイラン、
ニジキジ、
キンケイ、
ギンケイ、
ニホンキジ、
コサンケイ、
サンケイ、
ホロホロチョウ、
シチメンチョウ、
シロシチメンチョウ、
セキショクヤケイ、
コエヨシ（声良鶏）、
トウテンコウ（東天紅鶏）、
ショウコク（小国鶏）、
クロカシワ（黒柏鶏）、
ウコッケイ、
サツマドリ（薩摩鶏）、
プリマスロック

### 水鳥（水禽類）
モモイロペリカン、
チリーフラミンゴ、
ベニイロフラミンゴ、
ハワイガン、
ツメバガン、
インドガン、
アカハシリュウキュウガモ、
アイガモ、
アカツクシガモ、
ツクシガモ、
コブハクチョウ、
バリケン、
オシドリ、
シロガチョウ（白鵡鳥）、
シナガチョウ（支那鵡鳥）、
コールダック、
シロアヒル、
セグロカモメ

### 猛禽類
ノスリ、
フクロウ、
シロフクロウ、
ハヤブサ、
チョウゲンボウ、
トビ、
ハイタカ

### ツルの仲間
オオヅル、
タンチョウ、
マナヅル、
クロヅル、
ホオジロカンムリヅル

### 走鳥類
エミュー、
ヒクイドリ、
レア、
ダチョウ、

### そのほかの鳥類
オウカンエボシドリ、
アオバネワライカワセミ、
ギンガオサイチョウ、
オオバタン、
ムジエボシドリ、
ケープペンギン、
メジロムジボウシインコ、
ベニコンゴウインコ、
ルリコンゴウインコ、
セキセイインコ、
キエリボウシインコ、
ルリゴシボタンインコ、
シロトキ、
カラスバト、
キジバト、
ショウジョウトキ

### 哺乳類
ボリビアリスザル、
ホンドギツネ、
ホンドタヌキ、
マーラ、
シマリス、
ウサギ、
テンジクネズミ（モルモット）、
パンダマウス（ハツカネズミ）、
シバヤギ

### 爬虫類
ケヅメリクガメ、
ミシシッピアカミミガメ、
クサガメ

### オオサイチョウ
オオサイチョウの「カンタ」（オス、体長約1m、体重約3Kg）は、園に移入された1964年にはすでに成鳥だった個体で、実年齢はさらに上と推定され、2010年11月26日まで生存し、46年間の飼育記録を作り、日本最長ならびに把握できた範囲では世界3位の飼育記録となった。
「カンタ」が米国の個体と長寿記録を競っていることは、2006年にドイツの研究者の指摘で判明したものである。
カンタのつれあいは、1964年に同時に来園した「カンコ」で、カンコは1978年に死んだため、以後のカンタは一人暮らしであった。老いてからのカンタは、オオサイチョウのトレードマークの頭上の黄色いこぶの部分がひび割れ、うみが出る症状になり、並びに食欲も落ちた。死の直前は大好物も食わなくなっていた。飼育員は「カンタ」の思い出話に、鳥舎のおりを掃除すると、止まり木から飼育員の頭をつついてきた個体だったと述べている。

### 久留米駅のクジャク
2006年3月22日までJR久留米駅にクジャクが展示され、園が40年間ほど世話をし続けた。園のインドクジャクが1000羽になったのを記念して行われていた。2002年、園はJR久留米駅より駅舎での長年のクジャク飼育に対する感謝状を受け、2006年、新幹線工事に伴って飼育は終了している。

## 交通アクセス
- 西鉄天神大牟田線櫛原駅から徒歩10分（800m）
- JR久留米駅または西鉄久留米駅から西鉄バスゆめタウン久留米行き、今村天主堂行き、田主丸そよ風ホール行きに乗車し「青少年科学館前」下車
- 九州自動車道久留米インターチェンジより3km

## 周辺
- 久留米市美術館
- 福岡県青少年科学館
- 久留米市世界つつじセンター